# Afella Ighir
Afella Ighir est une commune rurale marocaine dans la province de Tiznit, région de Souss-Massa-Draâ, situé à environ 100 km de la ville de Tiznit et  à environ 42 Km au sud Tafraout. Quelques villages la constituant sont Aït Bounouh, Aguerd Imlalen, Timguidcht, Talat, Gdourt, Afilal, Fighil, Tiwado, Tazont, Inliwa, imi ouazal, Aït Mansour, Timkyet, Igunane ...

## Notes et références

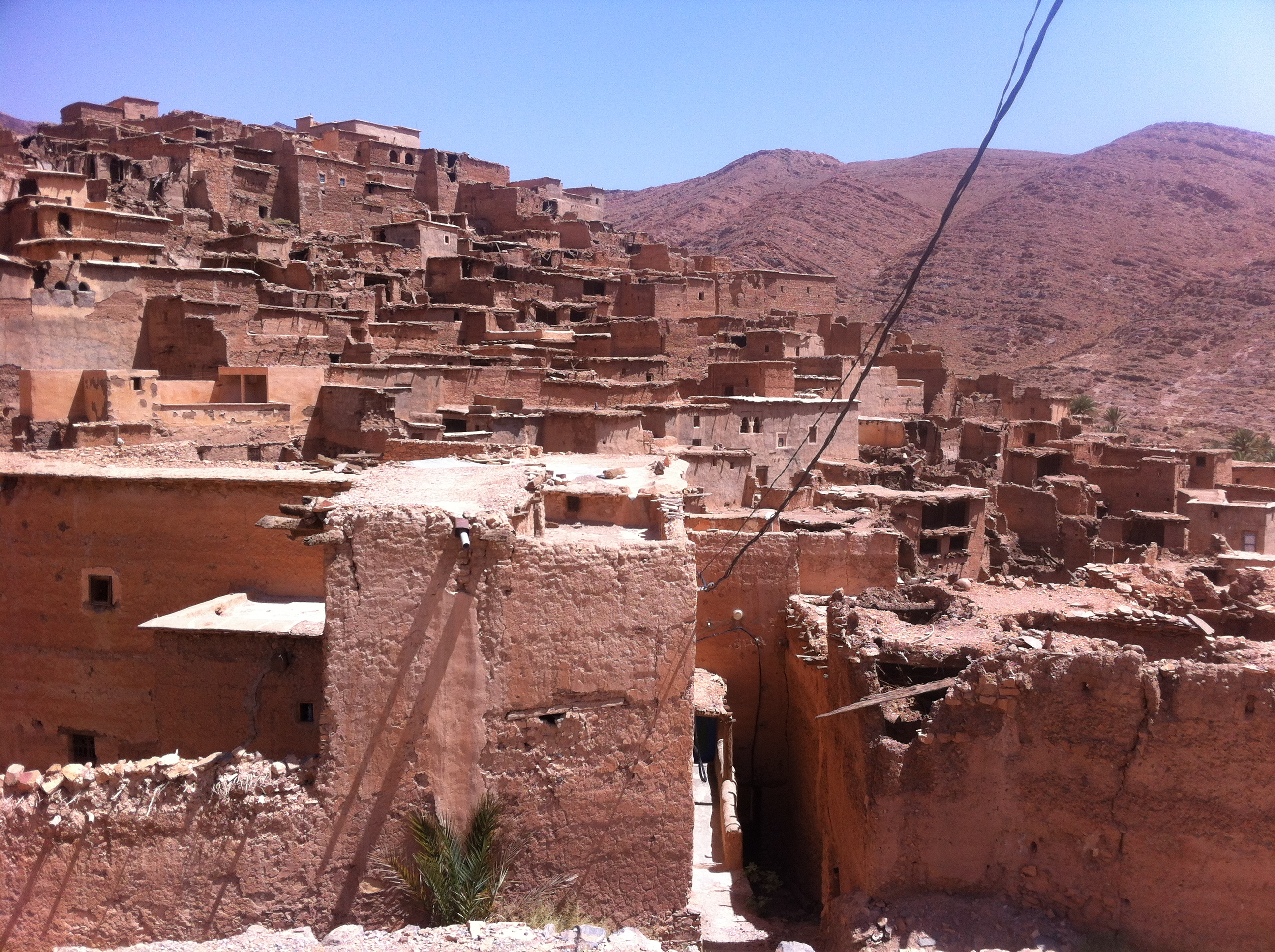
Villa d'Aguerd Imlalen